# Perizoma antisticta
Perizoma antisticta là một loài bướm đêm trong họ Geometridae.